# Unforgiven (film)
Unforgiven is een Amerikaanse western uit 1992, geregisseerd door Clint Eastwood. Het verhaal is geschreven door David Webb Peoples.
De film won een Oscar voor beste acteur in een bijrol (Gene Hackman), beste regisseur, beste filmmontage en beste film en was genomineerd voor beste acteur (Clint Eastwood), beste art direction, beste cinematografie, beste geluid en beste oorspronkelijke scenario.

## Verhaal
Het verhaal speelt zich af in het stadje Big Whiskey.
Als het gezicht van de jonge prostituee Delilah Fitzgerald opengesneden wordt door een paardenfokker leggen alle prostituees van het stadje hun geld bijeen en zetten een prijs op het hoofd van de dader. Het nieuws bereikt de jonge "wannabe" revolverheld Schofield Kid, die op het voorstel ingaat. Hij vertrekt naar Big Whiskey, maar onderweg wil hij eerst nog een partner vinden en zijn keus valt op William Munny. De twee worden vergezeld door Munny's oude partner Ned Logan.
In tegenstelling tot Eastwoods vorige westerns gaat het verhaal niet over een koude sigaarkauwende revolverheld, maar over een gewone boer die door armoede gedwongen wordt zijn oude leven weer op te nemen. De wereld waarin ze verkeren is een spiraal van moord en doodslag waar geen vergiffenis bestaat. Ook het doden in naam van gerechtigheid is een farce geworden: in de gedachten van Munny, Ned en the Schofield Kid neemt de verminking van Strawberry Alice steeds ergere vormen aan, zodat ze hun herval in hun oude leven kunnen goed praten.

## Rolverdeling
| Acteur              | Personage                   |
| ------------------- | --------------------------- |
| Clint Eastwood      | William Munny               |
| Morgan Freeman      | Ned Logan                   |
| Gene Hackman        | "Little" Bill Daggett       |
| Richard Harris      | "English Bob"               |
| Jaimz Woolvett      | "Schofield Kid"             |
| Saul Rubinek        | W.W. Beauchamp              |
| Anna Thomson        | Delilah Fitzgerald          |
| Frances Fisher      | "Strawberry Alice"          |
| Rob Campbell        | Davey Bunting               |
| Anthony James       | "Skinny Dubois"             |
| Tara Dawn Frederick | "Little Sue""               |
| Beverley Elliott    | Silky                       |
| Liisa Repo-Martell  | Faith                       |
| Josie Smith         | "Crow Creek Kate"           |
| Cherrilene Cardinal | "Sally Two Trees"           |
| Shane Meier         | William Munny Jr.           |
| Aline Levasseur     | Penny Munny                 |
| Ron White           | Hulpsheriff Clyde Ledbetter |
| Jeremy Ratchford    | Hulpsheriff Andy Russell    |
| John Pyper-Ferguson | Hulpsheriff Charley Hecker  |
| Jefferson Mappin    | Hulpsheriff Fatty Rossiter  |

## Trivia
- Unforgiven zou eerst door Francis Ford Coppola verfilmd worden.
- Clint Eastwood kocht het scenario begin jaren 80 al aan, maar liet het liggen om 'in de rol te groeien'.